# Castelnau-Chalosse
Castelnau-Chalosse – miejscowość i gmina we Francji, w regionie Nowa Akwitania, w departamencie Landy.
Według danych na rok 1990 gminę zamieszkiwały 472 osoby, a gęstość zaludnienia wynosiła 44 osób/km² (wśród 2290 gmin Akwitanii Castelnau-Chalosse plasuje się na 731. miejscu pod względem liczby ludności, natomiast pod względem powierzchni na miejscu 1013.).